# Kátia Abreu
Kátia Regina de Abreu (Goiânia, 2 de fevereiro de 1962) é uma psicóloga, empresária, pecuarista e política brasileira, filiada ao Progressistas (PP). Foi a Ministra da Agricultura, Pecuária e Abastecimento durante o segundo governo da ex-presidente Dilma Rousseff, deputada federal e senadora pelo estado do Tocantins. Em 2018, compondo a chapa de Ciro Gomes, foi candidata a vice-presidente da República.
Formada em psicologia na Pontifícia Universidade Católica de Goiás, tornou-se pecuarista ao assumir, com a morte do marido em 1987, uma fazenda no antigo norte goiano, atualmente Tocantins. Mudou-se para a fazenda mesmo sem muito conhecimento de como conduzi-la. Ao chegar à fazenda, encontrou dentro do cofre da propriedade um roteiro completo sobre o que fazer caso o seu marido não pudesse gerenciar a fazenda. Segundo Kátia, Irajá Silvestre havia deixado uma espécie de inventário, no qual explicava coisas como onde aplicar o dinheiro, quais dívidas deveriam ser pagas primeiro e quais eram os investimentos prioritários para o aumento da produtividade da fazenda. Em 2017, foi acusada de de receber 500 mil de empreiteira para sua campanha eleitoral de 2014.  Em 2020, seu filho , Irajá Silvestre foi acusado de estuprar uma modelo de 22 anos em São Paulo. Em 2017 foi expulsa do PMDB por violar código de ética e fidelidade partidária.  Em 2021 foi acusada de tráfico de influência no 5G, onde foi acusada de persuadir o ex Ministro das Relações Exteriores, Ernesto Araújo, a aprovação da internet 5G no Brasil. 

## Líder dos agropecuaristas
Destacou-se entre os produtores da região e logo tornou-se presidente do Sindicato Rural de Gurupi.
Em seguida, foi eleita presidente da Federação da Agricultura e Pecuária do Estado do Tocantins, cargo que exerceu por quatro mandatos consecutivos entre 1995 e 2005.
Em novembro de 2008, foi eleita presidente da Confederação da Agricultura e Pecuária do Brasil (CNA), para o triênio 2008 a 2011. A entidade representa 27 federações estaduais, 2142 sindicatos rurais por todo o Brasil, além de mais de um milhão de produtores sindicalizados.

## Carreira política

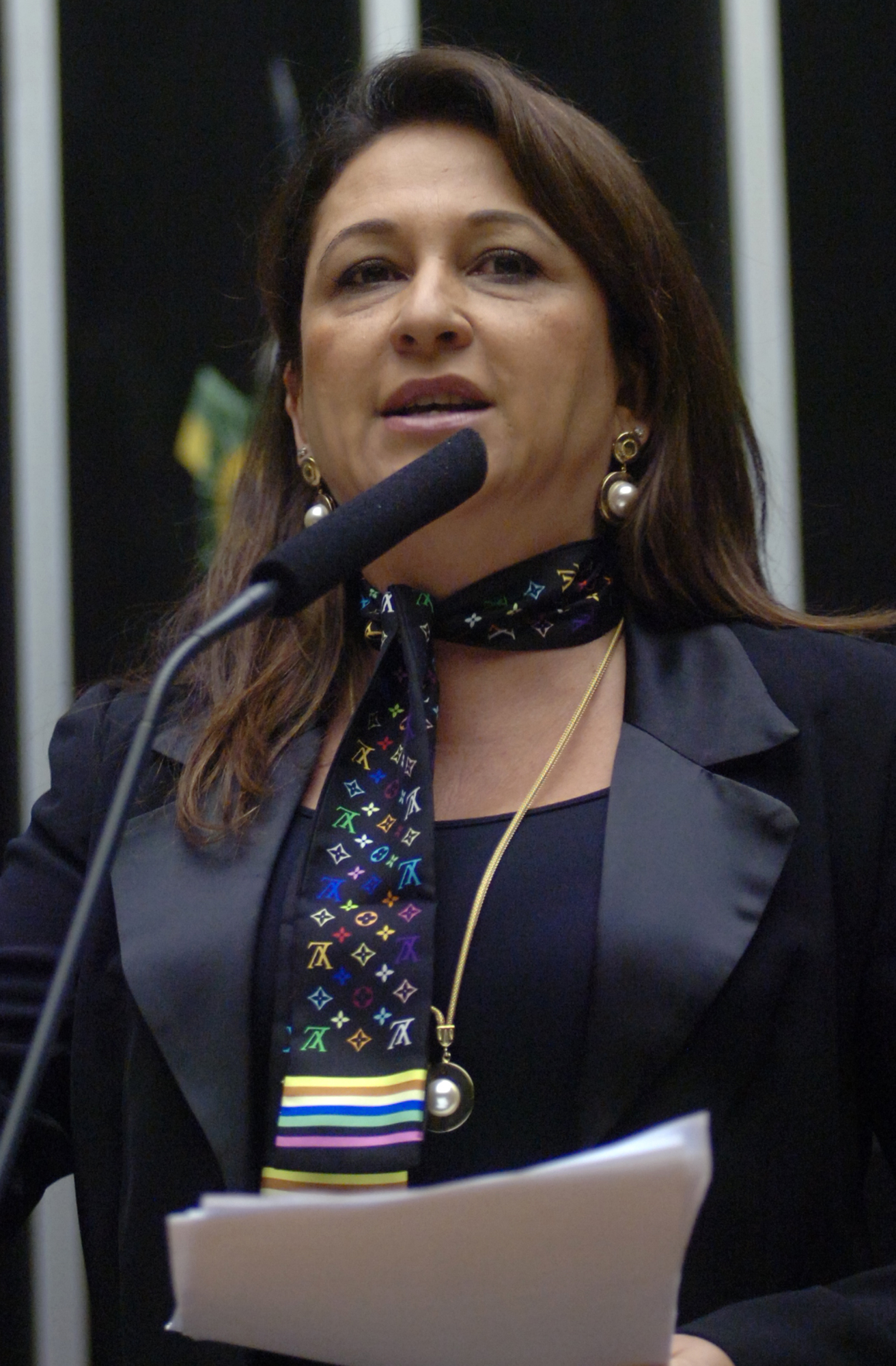
Katia Abreu discursando no Senado

Em 1998, Kátia Abreu disputou pela primeira vez uma cadeira na Câmara dos Deputados, ficando como primeira suplente. Assumiu a vaga em duas oportunidades, entre abril de 2000 e abril de 2002. Foi escolhida para presidir a Bancada ruralista no Congresso Nacional, sendo a primeira mulher no país a comandá-la, que na época contava com 180 integrantes.
Em 2002, foi efetivamente eleita para a Câmara dos Deputados com 76.170 votos, a mais votada no Estado do Tocantins.
Em 2006, concorreu e venceu a eleição por uma vaga ao Senado Federal, derrotando Siqueira Campos, que tentava a reeleição.
Em 2007, criticou a Contribuição Provisória sobre Movimentação Financeira (CPMF), criticando o presidente Lula.
Em 2009, Kátia Abreu figurou entre as cem personalidades mais influentes do Brasil, numa lista seleta publicada pela edição especial da Revista Época. Dentre as cem personalidades destacam-se trinta personalidades políticas, dentre os quais somam cinco senadores da República.
Em 2010, em entrevista a revista Veja, a senadora fez críticas as políticas para o agronegócio do ministério trabalho, desenvolvimento agrário e meio ambiente do governo Lula. Na ocasião fez um desafio aos ministros
| “ | Quero fazer um desafio aos ministros: administrar uma fazenda de qualquer tamanho em uma nova fronteira agrícola e aplicar as leis trabalhistas, ambientais e agrárias completas na propriedade...Se depois de três anos eles conseguirem manter o emprego e a renda nessa propriedade, fazemos uma vaquinha, compramos a terra para eles e damos o braço a torcer, reconhecendo que estavam certos. | ” |

Em 2010, apoiou José Serra na Campanha presidencial de 2010, foi cotada vice de Serra e criticou Dilma e o presidente Lula durante a campanha de 2010.
Em 2011, torna-se aliada ao governo Dilma. Em 2016 permaneceu mais fiel à Dilma que ao partido onde se situa: "Outros, como Katia Abreu, são considerados mais fiéis à presidente que ao partido, a ponto de considerarem uma troca de legenda para permanecer ao seu lado."  e "A ministra Kátia Abreu é uma política sem teto. O MDB, partido que a abriga, o faz obrigado pelas contingências, da mesma forma como ela está presa ao governo Dilma."
Em abril de 2016, o presidente em exercício do Movimento Democrático Brasileiro (MDB), o senador Romero Jucá, confirmou em nota que faz questão de solicitar a Comissão de Ética o processamento com a maior rapidez possível para a satisfação da base partidária e dos representados. Com isso a Senadora Kátia Abreu, pode ser expulsa do partido, por recusar a entregar seu cargo.
Em agosto de 2016, começou a possibilidade dela ser expulsa do MDB, inclusive como "paralelo do caso dela com o de Roberto Requião, outro senador do MDB que votou contra o impedimento da ex-presidente"; e supostamente, "processo deve começar em breve".
Em dezembro de 2016, votou contra a PEC do Teto dos Gastos Públicos. Em julho de 2017 votou contra a reforma trabalhista.
Em 13 de setembro de 2017, o MDB por recomendação da Comissão de Ética afastou Kátia Abreu por 60 dias motivado pelo fato de ela ter votado, em setembro do ano passado, contra o impeachment da ex-presidente Dilma Rousseff. Em resposta, Kátia Abreu disse que "Neste exato momento a preocupação do MDB deveria ser provar que não é uma organização criminosa (quadrilhão). Eu estou longe de ser um problema para o MDB. Sigo minha vida".
Em outubro de 2017 votou a contra a manutenção do mandato do senador Aécio Neves mostrando-se favorável a decisão da Primeira Turma do Supremo Tribunal Federal no processo onde ele é acusado de corrupção e obstrução da justiça por solicitar dois milhões de reais ao empresário Joesley Batista.
Em novembro de 2017, o conselho de ética do MDB decidiu por expulsar a senadora do partido por criticar o partido e o governo de Michel Temer.
Em abril de 2018, filiou-se ao Partido Democrático Trabalhista (PDT). Com a cassação do então governador do Tocantins, Marcelo Miranda (MDB) e sua vice Cláudia Lelis (PV), foi candidata à governadora do Estado nas eleições suplementares, em junho. Após o final do pleito, não conseguiu chegar ao segundo turno, obtendo pouco mais de 15% dos votos válidos. 
Em agosto, foi confirmada candidata a vice-presidente da República, na chapa de Ciro Gomes na eleição presidencial de 2018, chapa essa que obteve o terceiro lugar.
Em junho de 2019, votou contra o Decreto das Armas do governo, que flexibilizava porte e posse para o cidadão.
Em 22 de novembro de 2020 foi internada em São Paulo em decorrência de complicações causadas pela COVID-19. Segundo a parlamentar, seu teste deu positivo após 3 assessores receberem o diagnóstico da doença. Atualmente está filiada ao Partido Progressista.
Nas eleições de 2022, Kátia concorreu à reeleição para o 3° mandato de senadora. Sem o aval popular, ficou na 2ª colocação, com pouco mais de 18% dos votos válidos, perdendo para Dorinha Rezende (UNIÃO), que conquistou 50% dos votos válidos. Kátia deixa o Congresso Nacional após 20 anos de mandato.

## Ministério da Agricultura, Pecuária e Abastecimento

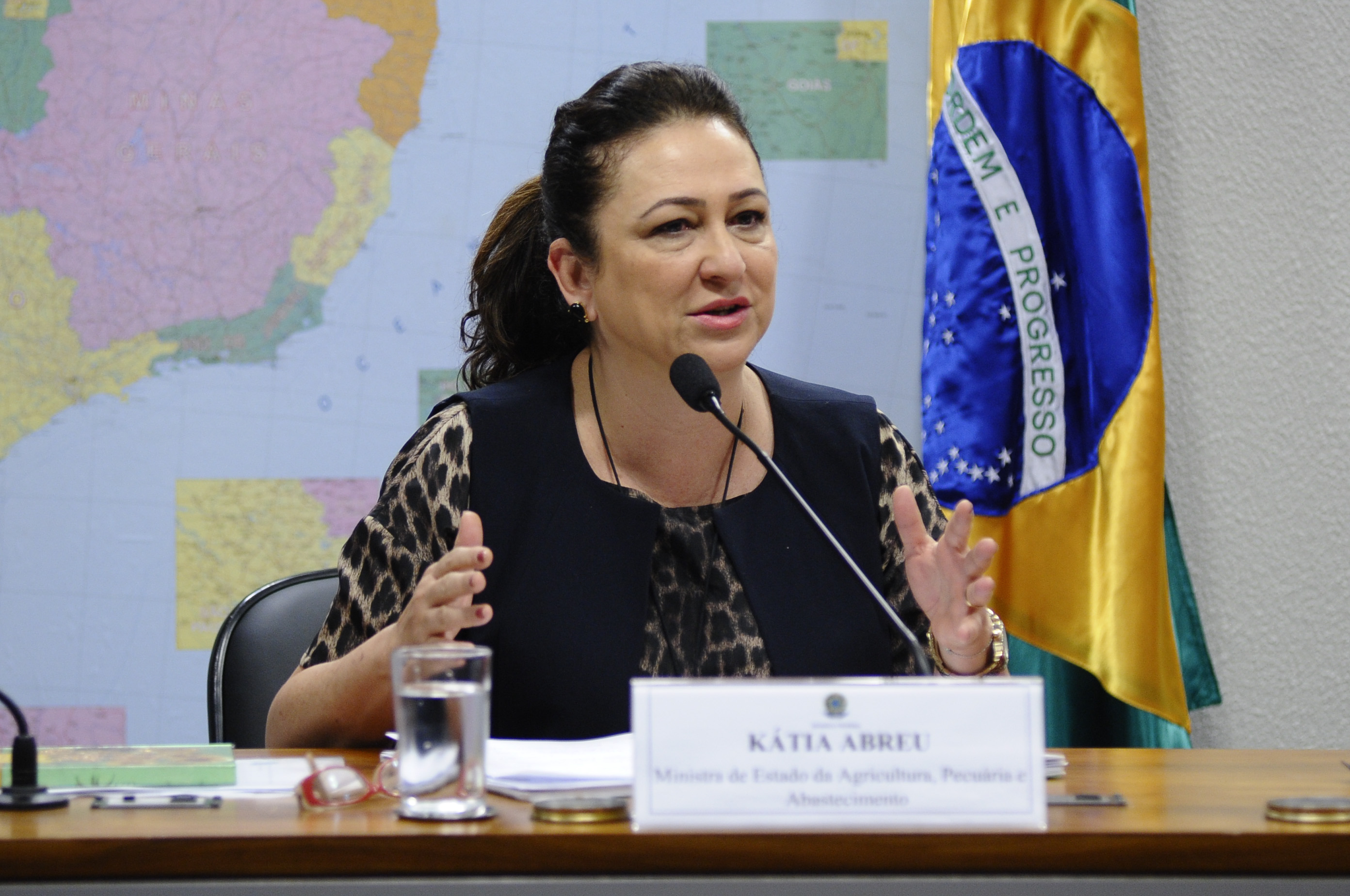
Katia Abreu na Comissão de Agricultura e Reforma Agrária

Em dezembro de 2014, foi indicada por Dilma Rousseff para ocupar o cargo de ministra da Agricultura, Pecuária e Abastecimento. Permaneceu no cargo até 12 de maio de 2016, sendo exonerada, no dia do afastamento de Dilma pelo Senado Federal.

## Controvérsias
Sua atuação em defesa dos agropecuaristas tem gerado animosidade entre alguns ecologistas. Em 2009, foi rotulada pelos ativistas ambientalistas como "Miss Desmatamento". No mesmo ano, foi criticada pela revista Carta Capital por manter dois terrenos improdutivos que concentram 2500 hectares de terra.
Como presidente da Confederação da Agricultura e Pecuária do Brasil, contratou a organização Contas Abertas[carece de fontes?] para descobrir quanto custou e quem produziu a Campanha de TV e rádio "Carne Legal" (a campanha se constitui de três peças intituladas "Churrasco de desmatamento", "Picadinho de trabalho escravo" e "Filé de lavagem de dinheiro"), encomendada pelo Ministério Público Federal.
Defende a política de uso de sementes alteradas em laboratório patenteadas por grandes corporações de biotecnologia como a Monsanto.
No dia 26 de junho de 2013, em uma palestra no Congresso Internacional de Carnes sediado em Goiânia, Kátia defendeu a PEC 37 em seu discurso, e manifestou repudio a todos aqueles que rejeitavam a Emenda. De acordo com as palavras da Senadora, os políticos devem ser livres, e a atuação do Ministério Público dificulta a governabilidade.[carece de fontes?]
Kátia na primeira sessão do novo Senado Federal em fevereiro de 2019, sessão a qual era destinada a escolher o novo presidente do Senado, se destacou ao defender o direito do voto secreto dos senadores, ação a qual provocou grande tumulto no plenário pois contrariava o presidente em exercício Davi Alcolumbre que decidiu colocar a questão em votação. A senadora chegou a tomar papéis da mesa de Davi em protesto e com isso paralisado a sessão por algum tempo.  Em 2017, foi acusada de de receber 500 mil da empreiteira Odebrecht para sua campanha eleitoral de 2014.  Em 2020, seu filho, Irajá Silvestre, foi acusado de estuprar uma modelo de 22 anos em São Paulo.  Em 2017 foi expulsa do PMDB por violar código de ética e fidelidade partidária. Em 2021 foi acusada de tráfico de influência no 5G, onde foi acusada de persuadir o ex Ministro das Relações Exteriores Ernesto Araújo para a aprovação da internet 5G no Brasil.